# Croatian International 2012
Die Croatian International 2012 fanden in Zagreb vom 8. bis zum 11. März 2012 statt. Der Referee war Susana Maldonado aus Portugal. Das Preisgeld betrug 5.000 US-Dollar, wodurch das Turnier in das BWF-Level 4B eingeordnet wurde. Es war die 14. Austragung dieser internationalen Meisterschaften von Kroatien im Badminton.

## Austragungsort
- Dom sportova, Trg Krešimira Ćosića 11

## Sieger und Platzierte
| Disziplin    | Gold                           | Silber                               | Bronze                                  |
| ------------ | ------------------------------ | ------------------------------------ | --------------------------------------- |
| Herreneinzel | Lukas Schmidt                  | Emil Holst                           | Arvind Bhat                             |
| Herreneinzel | Lukas Schmidt                  | Emil Holst                           | Andrew Smith                            |
| Dameneinzel  | Kana Ito                       | Neslihan Yiğit                       | Nicole Schaller                         |
| Dameneinzel  | Kana Ito                       | Neslihan Yiğit                       | Patty Stolzenbach                       |
| Herrendoppel | Jacco Arends Jelle Maas        | Zvonimir Đurkinjak Zvonimir Hölbling | Laurent Constantin Sébastien Vincent    |
| Herrendoppel | Jacco Arends Jelle Maas        | Zvonimir Đurkinjak Zvonimir Hölbling | Peter Käsbauer Josche Zurwonne          |
| Damendoppel  | Samantha Barning Eefje Muskens | Johanna Goliszewski Carla Nelte      | Tatjana Bibik Anastasiia Akchurina      |
| Damendoppel  | Samantha Barning Eefje Muskens | Johanna Goliszewski Carla Nelte      | Alžběta Bášová Gustiani Megawati        |
| Mixed        | Jacco Arends Ilse Vaessen      | Zvonimir Đurkinjak Staša Poznanović  | Max Schwenger Isabel Herttrich          |
| Mixed        | Jacco Arends Ilse Vaessen      | Zvonimir Đurkinjak Staša Poznanović  | Laurent Constantin Teshana Vignes Waran |

## Finalergebnisse
| Disziplin    | Sieger                        | Finalist                             | Ergebnis          |
| ------------ | ----------------------------- | ------------------------------------ | ----------------- |
| Herreneinzel | Lukas Schmidt                 | Emil Holst                           | 21-18 11-21 21-19 |
| Dameneinzel  | Kana Ito                      | Neslihan Yiğit                       | 21-18 21-15       |
| Herrendoppel | Jacco Arends Jelle Maas       | Zvonimir Đurkinjak Zvonimir Hölbling | 21-16 21-14       |
| Damendoppel  | Samantha Barning Ilse Vaessen | Johanna Goliszewski Carla Nelte      | 21-18 21-19       |
| Mixed        | Jacco Arends Eefje Muskens    | Zvonimir Đurkinjak Staša Poznanović  | 22-20 17-21 21-16 |